# Kevin Dillon
Pour les articles homonymes, voir Dillon.
Kevin Dillon est un acteur américain d'origine irlandaise né à Mamaroneck dans l'État de New York, le 19 août 1965. Il est le frère de l'acteur Matt Dillon.

## Biographie
Kevin Dillon a commencé sa carrière d'acteur à la fois au cinéma et à la télévision dans les années 1980 et se fit pour la première fois remarquer du public dans son rôle de Bunny, dans le film Platoon en 1986. En 1988, il incarne le personnage de Brian Flagg dans Le Blob, un remake de film de science-fiction de 1958. Le remake fit un flop, engrangeant 8,2 millions contre les 9 millions de budget du film. Il incarna d'autres rôles importants durant cette période, notamment dans les films War Party en 1988, et John Densmore dans le film The Doors en 1991.
Ses rôles les plus récents ont été principalement dans des films télévisés, comme la série Lydia DeLucca (That's Life) sur CBS. Après une apparition dans la série 24 Heures chrono en 2003, Dillon était présent dans Entourage diffusée sur HBO jusqu'en 2010, incarnant le rôle de Johnny « Drama » Chase, rôle qui lui vaut une nomination aux Emmy Awards en 2008. Au cinéma, on le trouve en 2006 dans le film Poséidon, un remake de L'Aventure du Poséidon de 1972.

## Vie privée
Kevin Dillon se met en couple avec l'actrice Jane Stuart en 2005. Ils se marient en 2006 à Las Vegas. Le couple accueille leur fille Ava en 2007. Dillon et Stuart se séparent après dix ans de mariage en 2019 et s'accordent pour une garde partagée de leur fille,.

## Filmographie

### Cinéma
- 1986 : Tutti Frutti (Heaven Help Us) de Michael Dinner : Rooney
- 1986 : Platoon d'Oliver Stone : Bunny
- 1988 : Meurtres en VHS (Remote Control) de Jeff Lieberman : Cosmo
- 1988 : Opération Phénix (The Rescue) de Ferdinand Fairfax : J.J. Merrill
- 1988 : Le Blob (The Blob) de Chuck Russell : Brian Flagg
- 1988 : War Party (en) de Franc Roddam : Skitty Harris
- 1989 : Famille immédiate (Immediate Family) de Jonathan Kaplan : Sam
- 1991 : The Doors d'Oliver Stone : John Densmore
- 1992 : Section 44 (A Midnight Clear) de Keith Gordon : Mel Avakian
- 1994 : Absolom 2022 (No Escape) de Martin Campbell : Casey
- 1995 : Criminal Hearts de Dave Payne : Rafe
- 1996 : Enquête sous contrôle (True Crime) de Pat Verducci : Tony Campbell
- 1997 : Sale nuit (Stag) de Gavin Wilding : Dan Kane
- 1998 : Hidden Agenda de Iain Paterson : David McLean
- 1998 : le fils du diable (Misbegotten) de Mark L. Lester : Billy Crapshoot
- 2000 : Interstate 84 de Ross Partridge : Vinnie
- 2004 : La Secte des vampires (Out for Blood) de Richard Brandes : Hank Holten
- 2006 : The Foursome de William Dear : Rick Foster
- 2006 : Poséidon (Poseidon) de Wolfgang Petersen : Lucky Larry
- 2009 : Palace pour chiens (Hotel for Dogs) de Thor Freudenthal : Carl Scudder
- 2013 : Compulsion d'Egidio Coccimiglio : Fred
- 2015 : Code Hacker (en) (The Throwaways) de Tony Bui : Dan Fisher
- 2015 : Entourage de Doug Ellin : Johnny « Drama » Chase
- 2018 : Dirt de Alex Ranarivelo : Rick Madden
- 2022 : Hot Seat de James Cullen Bressack : Orlando Friar
- 2022 : Wire Room : Justin Rosa
- 2022 : On the Line de Romuald Boulanger
- 2023 : Mob Land de Nicholas Maggio : Trey
- 2023 : Reagan de Sean McNamara : Jack Warner

### Télévision
Téléfilms
- 1983 : No Big Deal de Robert Charlton : Arnold Norberry
- 1989 : When He's Not a Stranger de John Gray : Rick
- 1992 : Frankie's House de Peter Fisk : Sean Flynn
- 1995 : 45° en Enfer (Criminal Hearts
- 1996 : Le Lac Ontario (The Pathfinder) de Donald Shebib : Pathfinder / Hawkeye
- 1996 : Disparue dans la nuit (Gone in the Night) de Bill L. Norton : David Dowaliby
- 1997 : Piège en plein ciel (Medusa's Child) de Larry Shaw : Jerry Carnel

Séries télévisées
- 1993 : Les Contes de la crypte (Tales from the Crypt) (saison 5, épisode 07 : La Maison de l'horreur) : Les Wilton
- 1998 - 2000 : New York Police Blues (NYPD Blue) :
  - (saison 6, épisode 08 : Comme des gamins) : Officier Neil Baker
  - (saison 6, épisode 15 : Un rêve obsédant) : Officier Neil Baker
  - (saison 7, épisode 01 : Le Serpent cracheur) : Officier Neil Baker
- 2000 - 2002 : Lydia DeLucca (That's Life!) (saisons 1 et 2) : Paul DeLucca
- 2003 : 24 Heures chrono (24) (saison 2, épisodes 12, 13 et 14) : Lonnie McRae
- 2003 : Karen Sisco (saison 1, épisode 02 : Balle perdue) : Bob Salchek
- 2004 - 2011 : Entourage (saisons 1 à 8) : Johnny « Drama » Chase
- 2011 - 2012 : Gentleman : mode d'emploi : Bert Lansing
- 2011 : Les Simpson : Lui-même (voix)
- 2015 - 2016 : TripTank : Frankie / Vinny / H
- 2017 - 2018 : Blue Bloods : Jimmy O'Shea
- 2021 : Creepshow : Mr. Murdoch

### Jeu vidéo
- 2006 : Scarface: The World Is Yours (jeu vidéo) : voix

## Distinctions

### Nominations
- Primetime Emmy Awards 2007 : Meilleur acteur dans un second rôle dans une série comique pour Entourage (2004-2011) pour le rôle de Johnny « Drama » Chase.
- 65e cérémonie des Golden Globes 2008 : Meilleur acteur dans un second rôle dans une mini-série ou un téléfilm pour Entourage (2004-2011) pour le rôle de Johnny « Drama » Chase.
- 60e cérémonie des Primetime Emmy Awards 2008 : Meilleur acteur dans un second rôle dans une série comique pour Entourage (2004-2011) pour le rôle de Johnny « Drama » Chase.
- 61e cérémonie des Primetime Emmy Awards 2009 : Meilleur acteur dans un second rôle dans une série comique pour Entourage (2004-2011) pour le rôle de Johnny « Drama » Chase.